# Advahov Brothers
Advahov Brothers (in romeno Frații Advahov) è un duo musicale folk moldavo formato a Chișinău nel 2005 dai fratelli Vasile e Vitalie Advahov.
Hanno rappresentato la Moldavia all'Eurovision Song Contest 2022 con il brano Trenulețul, in collaborazione con i Zdob și Zdub.

## Storia del gruppo
Nati in una famiglia di insegnati nella città di Cahul, i fratelli Advahov hanno avviato la loro carriera musicale durante la loro adolescenza entrando a far parte del gruppo musicale Mugurașii durante il loro periodo di studio presso il liceo Ciprian Porumbescu. Nel 2005 hanno fondato la Advahov Brothers Orchestra, un complesso musicale di musica folk che ha riscosso popolarità in Moldavia e Romania. Al 2020 l'orchestra è composta da circa quarantacinque membri.
Il 24 gennaio 2022 è stato annunciato che l'emittente radiotelevisiva pubblica TeleRadio Moldova (TRM) avrebbe organizzato per il successivo 29 gennaio le audizioni per un programma di selezione nazionale per l'Eurovision Song Contest 2022 da mandare in onda a marzo, e che 29 artisti, fra cui gli Advahov Brothers, erano stati selezionati e invitati a prendere parte all'evento in coppia con i Zdob și Zdub. Tuttavia, il giorno precedente TRM ha preso la decisione di selezionare il rappresentante nazionale internamente. In seguito alle audizioni, che si sono tenute in tre ore negli studi televisivi di Chișinău, una giuria interna ha avuto modo di valutare le esibizioni. La decisione è stata presa immediatamente dopo, e al telegiornale serale dello stesso giorno è stato annunciato che gli Zdob și Zdub e i fratelli Advahov avrebbero rappresentato il loro paese all'Eurovision con Trenulețul.
Nel maggio successivo, dopo essersi qualificati dalla prima semifinale, gli Zdob și Zdub e gli Advahov Brothers si sono esibiti nella finale eurovisiva, dove si sono piazzati al 7º posto su 25 partecipanti con 253 punti ottenuti, di cui 239 dal televoto, rendendoli i secondi preferiti dal pubblico dell'intera edizione dopo l'Ucraina.

## Formazione
- Vasile Advahov – violino
- Vitalie Advahov – fisarmonica

## Discografia

### Singoli
- 2018 – Marita-M-As marita (con Natalia Proca)
- 2022 – Trenulețul (con i Zdob și Zdub)

#### Come artista ospite
- 2020 – Hangul (Alex Calancea feat. Advahov Brothers)